# Marc Valiente
Marc Valiente Hernández (Granollers, Barcelona, 29 de marzo de 1987) es un exfutbolista profesional español que jugaba como defensa.

## Trayectoria
Ingresó en la cantera del F. C. Barcelona a los diez años,  siendo su generación, la de jugadores nacidos en el año 1987, una de las mejores de la historia de las categorías inferiores del club, ya que coincidió con jugadores como Leo Messi, Cesc Fábregas, Víctor Vázquez, Marc Pedraza o Gerard Piqué. Debutó con el primer equipo en la Copa del Rey 2006-07 en un partido frente al C. F. Badalona en el que sustituyó a Juliano Belletti en el minuto 46. Fichó por el Sevilla Atlético Club en 2008 y en su primera campaña descendió a Segunda División B. En la temporada 2009-10 debutó con el Sevilla F. C. en Primera División en la jornada 11, en un encuentro frente al C. D. Tenerife en el que disputó sesenta y seis minutos. Además, jugó otros dos partidos: uno ante el Real Sporting de Gijón y otro ante el Barcelona.
Fichó por el Real Valladolid C. F. en julio de 2010, tras desvincularse del Sevilla. En su primera campaña disputó la promoción de ascenso a Primera División y también marcó su primer gol como profesional en una derrota ante el Real Betis Balompié. En su segundo año jugó treinta y tres partidos, y consiguió el ascenso de categoría. Continuó en el club dos campañas más, en las que disputó cincuenta y siete partidos en Primera División. En julio de 2015 fue traspasado al Maccabi Haifa F. C. a cambio de 250 000 euros. Allí ganó una Copa de Israel en la temporada 2015-16. En 2017 se incorporó al K.A.S. Eupen belga y un año después fichó por el Partizán de Belgrado, con quien conquistó una Copa de Serbia en la campaña 2018-19.
En julio de 2019 se desvinculó del Partizán de Belgrado y fichó por el Real Sporting de Gijón. Abandonó el club en junio de 2022 al acabar su contrato, y en julio se unió al Football Club Goa indio por un año. En este equipo puso fin a su carrera al terminar la temporada a nivel profesional.

## Selección nacional
Fue internacional con España en las categorías sub-19, con la que ganó la Eurocopa 2006, y sub-20, con la que participó en el Mundial 2007.

## Clubes
| Club                   | País    | Año       |
| ---------------------- | ------- | --------- |
| F. C. Barcelona "C"    | España  | 2005      |
| F. C. Barcelona "B"    | España  | 2005-2008 |
| Sevilla Atlético Club  | España  | 2008–2010 |
| Real Valladolid C. F.  | España  | 2010-2015 |
| Maccabi Haifa F. C.    | Israel  | 2015-2017 |
| K. A. S. Eupen         | Bélgica | 2017-2018 |
| Partizán de Belgrado   | Serbia  | 2018-2019 |
| Real Sporting de Gijón | España  | 2019-2022 |
| F. C. Goa              | India   | 2022-2023 |

## Palmarés

### Títulos nacionales
| Título         | Club                 | País   | Año  |
| -------------- | -------------------- | ------ | ---- |
| Copa de Israel | Maccabi Haifa F. C.  | Israel | 2016 |
| Copa de Serbia | Partizán de Belgrado | Serbia | 2019 |

### Títulos internacionales
| Título          | Club (*)                  | País    | Año  |
| --------------- | ------------------------- | ------- | ---- |
| Eurocopa sub-19 | Selección española sub-19 | Polonia | 2006 |

(*) Incluyendo la selección.

### Distinciones individuales
| Distinción                    | Año  |
| ----------------------------- | ---- |
| Once de plata de Fútbol Draft | 2006 |